# 133 км (зупинний пункт, Донецька залізниця)
133 кіломе́тр — залізничний пасажирський зупинний пункт Луганської дирекції Донецької залізниці.
Розташований поблизу села Мар'ївка, Лутугинський район, Луганської області на лінії Родакове — Ізварине між станціями Лутугине (16 км) та Сімейкине (14 км).
Через військову агресію Росії на сході Україні транспортне сполучення припинене.